# Amblyellus hasdrubal
Amblyellus hasdrubal is een vliesvleugelig insect uit de familie van de spinnendoders (Pompilidae). De wetenschappelijke naam van de soort is voor het eerst geldig gepubliceerd in 1894 door Kohl.